# 布爾達河

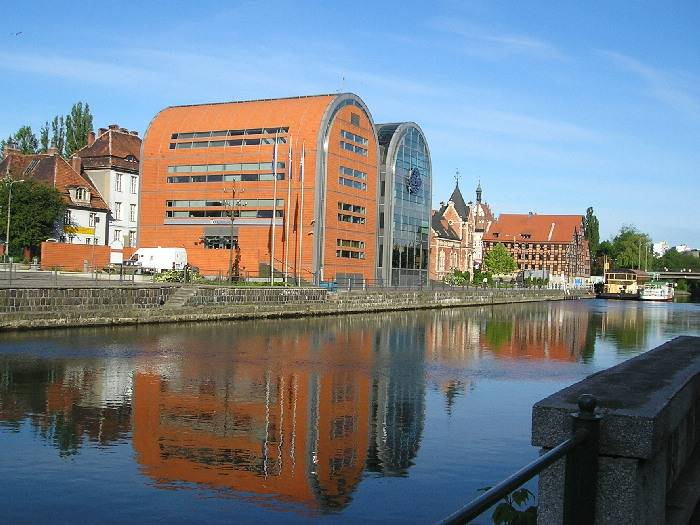

布爾達河（波蘭語：[brda] ⓘ）是波蘭的河流，位於該國西北部，屬於維斯瓦河的支流，河道全長238公里，流域面積4,627平方公里，河畔城鎮有圖霍拉、科羅諾沃和比得哥什。